# احمد شوقی (خواننده)
احمد شوقی (متولد: ۳۱ می ۱۹۸۲) به‌طور حرفه‌ای با نام شوقی، خواننده و ترانه‌سرای اهل مراکش است. وی زاده شهر زاویه است. شهرت او در سال ۲۰۱۳ و با خواندن آهنگ آی لاو یو حبیبی (دوستت دارم حبیبی) جهانی شد. در این آهنگ او با پیت‌بول، خواننده آمریکایی آهنگ را اجرا کرده است. 